# Eburia cubae
Eburia cubae es una especie de escarabajo longicornio del género Eburia, tribu Eburiini, familia Cerambycidae. Fue descrita científicamente por Fisher en 1932.
Se distribuye por Cuba, Guatemala y México.

## Descripción
La especie mide 10-24 milímetros de longitud. El período de vuelo ocurre en los meses de abril, mayo, junio y octubre.